# بانت (أم درمان)
حي بانت  حي سكني يقع في الجزءالجنوبى الغربى من مدينة أم درمان القديمة، 
في ولاية الخرطوم بالسودان، وبالرغم من أن الحي يعتبر من الناحية العمرانية من الأحياء السكنية الجديدة، إلا أنه تأسس في أواخر الأربعينات وأوائل الخمسينات من القرن الماضي، بعد أن قامت الحكومة المركزية آنذاك بتوزيع قطع الأراضي على سكان حي الموردة تعويضاً على مّا فقدوه من أراضي سكنية جراء عمليات التخطيط العمراني في منطقة البوستة وشارع الموردة الأصلية.

## الموقع
يحد بانت من الناحية الشرقية شارع الموردة وهو طريق ذو اتجاهين شمالي وجنوبي، ويقسمها شارع الأربعين الممتد من الشمال إلى الجنوب إلى بانت شرق وبانت غرب. ويحدها جنوباً شارع العودة المتاخم للمنطقة العسكرية، وشمالا حي أبوكدوك وحي الضباط لتنتهي حدودها عند ركن مدرسة المؤتمر الثانوية بنين.

## أصل التسمية
هنالك عدة روايات حول الاسم منها:-
- الرواية التي هي أقرب إلى الصح ان هي بانت تم تخطيطه بطريقة جميلة والمنازل فيه بنيت بطريقة جميلة والشوارع منظمة، وأول من بدأ البناء فيها هو عدلان بيه الذي شيّد منزله أثناء فصل الخريف المطير وردد الذين إتبعوه في البناء في المنطقة عبارة «الرجال بانت».
- والرواية التي تقول بأن اسم بانت بالكامل هو (الرجال بانت)، وسمي كذلك لأنه عندما قسمت الأراضي السكنية في المنطقة التي تقوم عليها بانت اليوم، كانت جرداء لا شيء فيها غير نباتات برية وكان الناس يقولون «لا يقوم بالبناء هناك الا من كان رجلاً شجاعاً». في إشارة إلى الشجاعة وعدم الخوف من البناء في المنطقة الخالية غير المأهولة.وهكذا أُطلق على المكان اسم الرجال بانت.
- وهنالك رواية، تذهب إلى أن المنطقة كانت فضاء تأتي إليها اسراب من الصقور والنسور من على البعد، فكان يُقال «الصقور بانت» ويوجدالآن في بانت غرب حي يعرف بحي الصقوروالواقع غرب نادي الموردة الرياضي.[4]

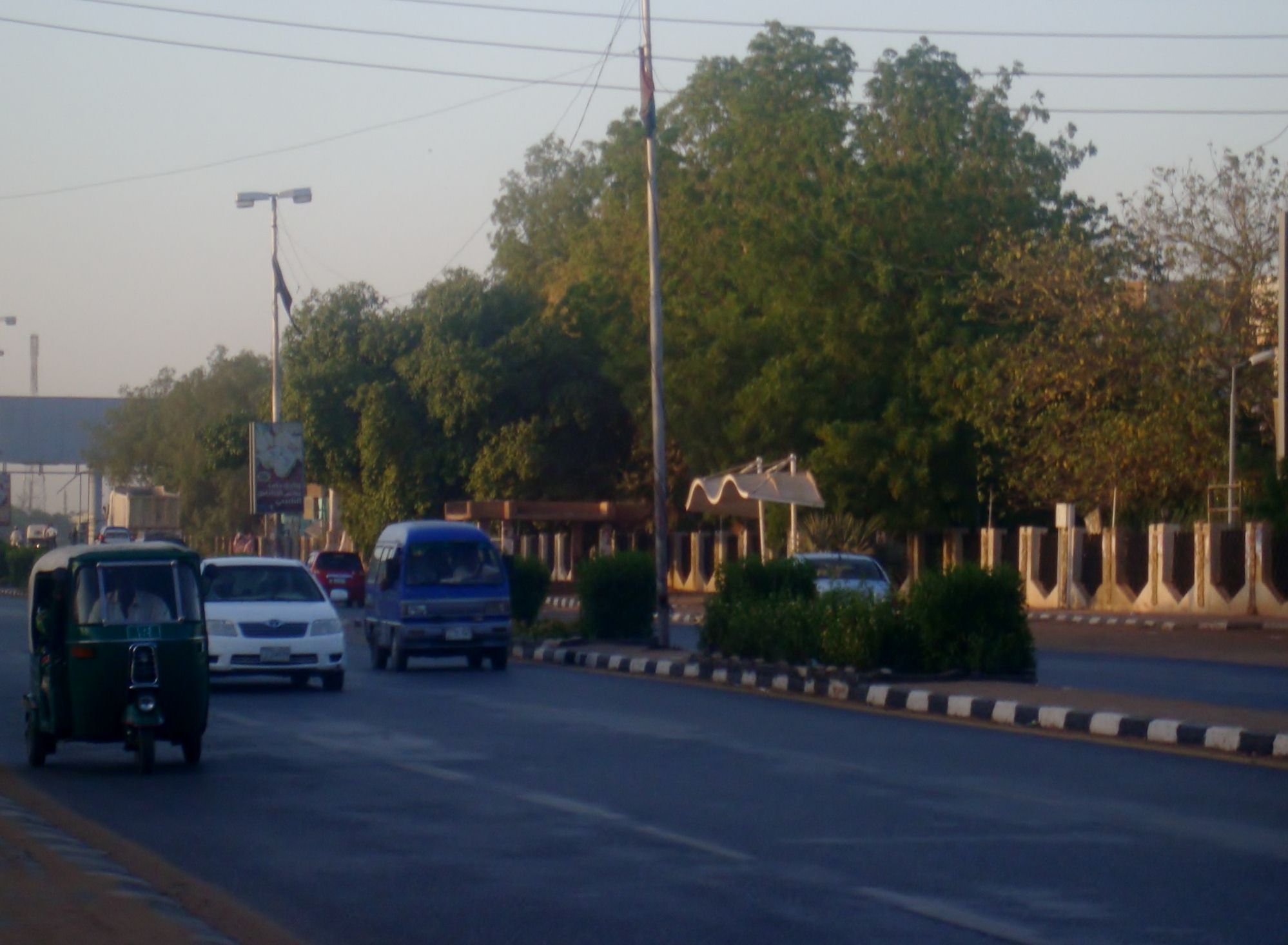
جامعة القرآن الكريم

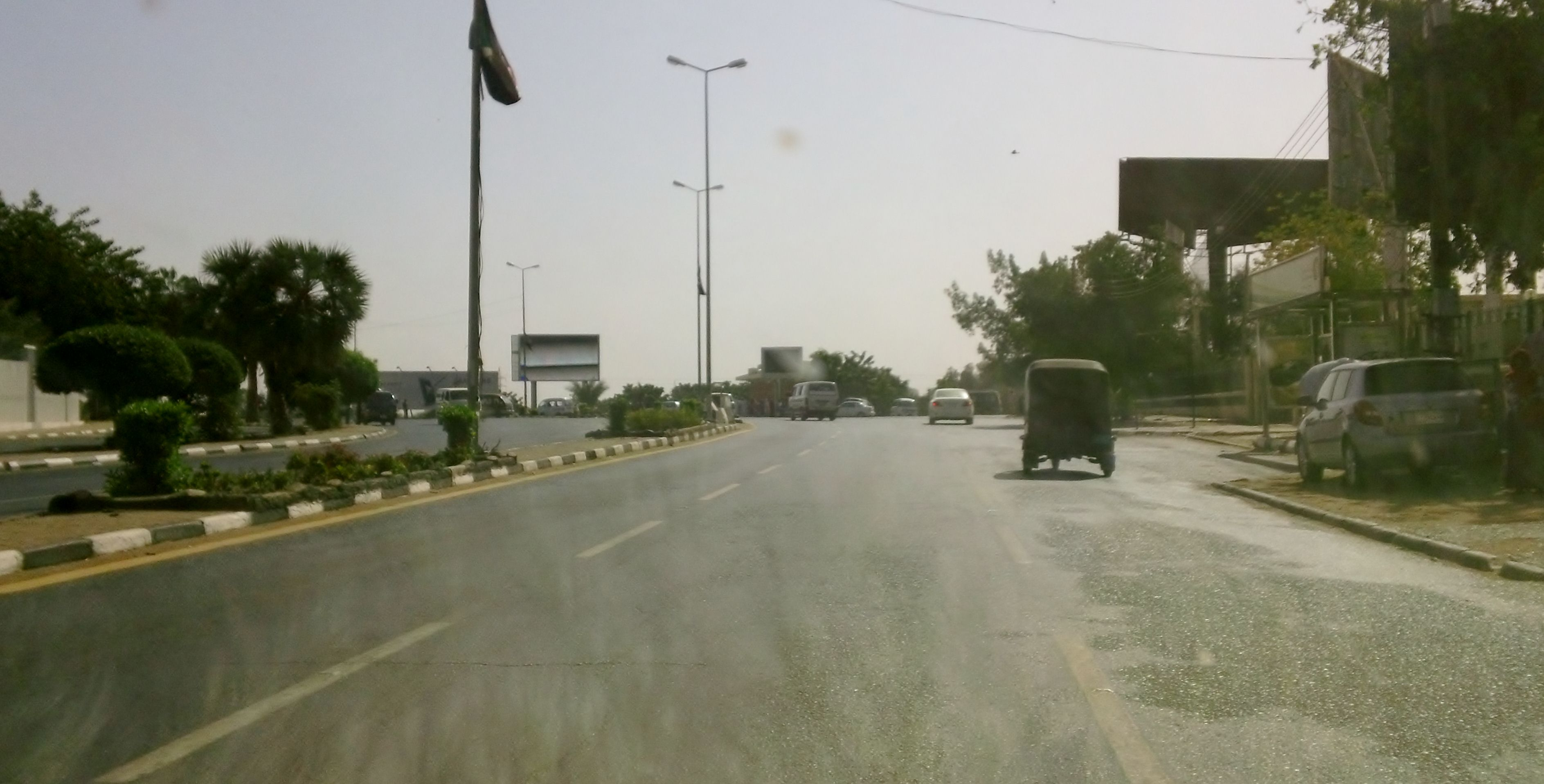
شارع الموردة مارا بحي بانت شرق

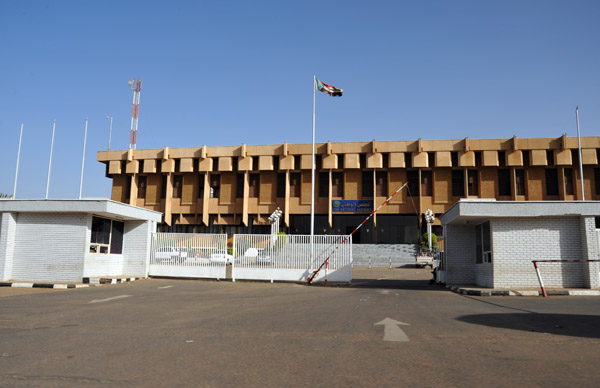
المجلس الوطني لجمهورية السودان

## تاريخ حي بانت
- كان يوجد في المكان الذي يقوم عليه مبنى قاعة مجلس الشعب الآن ضريحاً، يسمى بضريح بُر أبو البتول وشيّد قصر الشباب والأطفال في مكان السجن الحربى سابقاً، بينما كانت الكلية الحربية تقبع في مكان المستشفى العسكري الآن. وفي عام 1962م، بدأ العمل في بناء صهريج المياه الحالي.
- كان هناك مطار قديم في بانت تهبط على أرضه الطائرات الصغيرة. ولذلك تعرف محطة النقل العام الموجودة في المكان حالياً بمحطة الطائرات.

وكان أشهر فريقين رياضيين في بانت هما: رابطة بانت الشعلة وفريق المنتصر، وقد تخرج منهما كمال عبد الوهاب وفتحي المرضي وفوزي المرضي وكركور العقيلي وسعيد والسر الجمل ومحمد الفاتح جكسا الصغير وبريش .

## المناخ
نجد ان حي بانت جزء من مدينة أم درمان فيسود المناخ الصحراوي في كل شهور السنة تقريباً باستثناء شهري يوليو / تموز واغسطس / آب اللذان يشهدان بعض التساقطات المطرية بمعدل أقل مما هو في الخرطوم الواقعة شرقها على الضفة الأخرى للنهر مباشرة. وبمقارنة متوسط درجة الحرارة السنوي مع غيرها من المدن تعتبر أم درمان واحدة من المدن الأكثر حرارة في العالم حيث تتجاوز درجة الحرارة فيها 53 °م (127 °ف)، في فصل الصيف. ويبلغ المتوسط السنوي لدرجات الحرارة المرتفعة 37 °م (99 °ف) مع ستة أشهر في السنة لا يقل متوسط درجة حرارتها الشهري عن 38 °م (100 °ف). ويلاحظ عدم وجود أي شهر من شهور السنة لا تنخفض درجة الحرارة فيه عن 30 °م (86 °ف) وهو أمر غير مشهود في مدن رئيسية ذات مناخ صحراوي مماثل كالرياض وبغداد وفينكس بولاية أريزونا الأمريكية، لكن درجة الحرارة في أم درمان تنخفض انخفاضاً ملحوظاً خلال ساعات الليل لتصل إلى حوالي 15 °م (59 °ف).

## الحياة الاجتماعية بحي بانت
يتكون مجتمع بانت من نسيج أم درمان الفريد. وطريقة عيش أفراده كطريقة عيش أهل أم درمانوصفاتهم كصفات مجتمعها.
- وعرفوا بخصال اجتماعية طيبة كإغاثة المستغيث بهم، وكرم الضيافة والأريحية. وتعتبر بانت معلماً بارزاً في تاريخ امدرمان، يجمع بين اعراق وأعراف مختلفة في مزيج اجتماعي متداخل ومتعاضد. وللحي دوراً وطنياً رائداً.

كما يتسم سكان بانت بالتماسك الاجتماعي والأسري والتعاون خاصة، في مناسباتهم الثقافية والرياضية والاجتماعية، حيث يفضلون حياة ما يًرف بالشُلَلِيّة (المجموعات) الاجتماعية خاصة في محيط الصداقة وسهرات الأنس وانشطة الفنون ويحبون النقاش المفتوح والإدلاء بالرأي، سياسياً كان أم فنياً أو اجتماعياً. ويضم الحي فنانين وسياسيين وغيرهم. يحب العديد من شبابها قضاء اوقات فراغهم في السهر مع اصدقائهم وفي الأندية الاجتماعية والرياضية والتنزه.

## التعليم بحي بانت
يعتبر الحي من احياء أم درمان التي هي من المدن السودانية التي شهدت نهضة تعليمة منذ وقت طويل وبرز فيه عدد من المدارس منها الابتدائي والمتوسط والثانوي العالي ومنها الحكومي وايضا الخاص وهي:
- مدرسة المؤتمر الثانوية للبنين.
- مدرسة الضو حجوج ببانت شرق.
- مدرسة موسى الضو حجوج الثانوية ببانت غرب.
- مدرسة الرشاد أساس بنين ببانت شرق.
- مدرسة أساس بنات بانت شرق.
- مدرسة ابوعنجة أساس بنات.
- مدرسة أحمد ناصر المتوسطة للبنات ببانت غرب.

## أهم معالم الحي
- مسجدالنيلين.
- سينما بانت وهي معلم قديم من معالم الحي موقعها بانت شرق. وكان يمتلكها صاحب سينما العرضة.
- دار الأرقم، وهو منزل الدكتور الباقر إبراهيم طبيب العيون المعروف.
- المركز الصحي ببانت شرق.
- مقابر حمد النيل.
- مبنى قصر الشباب والأطفال ببانت شرق وهو قد أُنشئ إبان حكم الرئيس السابق جعفر النميري
- نادي الموردة الرياضي
- مبنى البرلمان[2]

## الأسواق
- سوق بانت شرق، وهو السوق الأقدم بالحي يقع في بانت شرق، غرب المركز الصحي وبه عدد من الدكاكين للبقالة والخياطة وعدد من الجزارين وبائعي الخضار وورش صيانة السيارات يتكون سوق بانت القديم من عدة محلات منها:

دكان الشيخ بائع السمك، مخبز (طابونة) حجوج، زريبة الفحم والحطب، صندوق بوستة بانت، الجزارة ومحلات الخضار وهنالك قهوة بانت ويديرها الدرديرى وهو شقيق حارس المرمي سبت دودو الشهير في فريق الهلال الرياضي السوداني إبان ستينات القرن الماضي، وكان هناك محلات الخياطة منهم على العبد عليه الرحمة وأبو اللول، ودكان الطاهر العجلاتى الخير، والترزى الافرنجى حسبو، وطاحونة كباشي، ودكان حسن الشايقي، وبوب الإسكافي (الجزمجي). ودكان الحاج آدم عباس الحلاق والد قيس ومحمد وعادل ودكان حسن برينسات (حسن كباشي )وغيرهم.
- سوق بانت غرب وهو سوق حديث انشئ مؤخراً لان مواصلات حي امبده حمد النيل كانت تقبع في تلك المنطقة فتكون هذا السوق نتيجة لحركة المارة.

وبه أيضا عدد من الدكاكين للبقالة, الخياطة, عدد من الجزارات، وبائعي الخضار، مطاحن الغلال وورش صيانة الأجهزة الالكتورونية والسيارات.

## أهم الشخصيات بحي بانت
هناك العديد من الشخصيات البارزة المنتمية للحي في مختلف المجالات منها:

## وصلات خارجية
1. موسوعة السودان الرقمية
2. موقع محلية أم درمان